# Episodi di Le cause dell'avvocato O'Brien
La prima e unica stagione della serie televisiva Le cause dell'avvocato O'Brien (The Trials of O'Brien) è andata in onda negli Stati Uniti dal 18 settembre 1965 al 18 marzo 1966 sulla CBS.
| nº | Titolo originale                    | Prima TV USA      | Titolo italiano | Prima TV Italia |
| -- | ----------------------------------- | ----------------- | --------------- | --------------- |
| 1  | Over Defence Is Out                 | 18 settembre 1965 |                 |                 |
| 2  | Bargain Day on the Street of Regret | 25 settembre 1965 |                 |                 |
| 3  | Notes on a Spanish Prisoner         | 2 ottobre 1965    |                 |                 |
| 4  | Never Bet on Anything That Talks    | 9 ottobre 1965    |                 |                 |
| 5  | What Can Go Wrong                   | 16 ottobre 1965   |                 |                 |
| 6  | Goodbye and Keep Cool               | 23 ottobre 1965   |                 |                 |
| 7  | A Gaggle of Girls                   | 30 ottobre 1965   |                 |                 |
| 8  | The Trouble with Archie             | 6 novembre 1965   |                 |                 |
| 9  | How Do You Get to Carnegie Hall?    | 13 novembre 1965  |                 |                 |
| 10 | Charlie's Got All the Luck          | 20 novembre 1965  |                 |                 |
| 11 | Picture Me a Murder                 | 27 novembre 1965  |                 |                 |
| 12 | Dead End on Flugel Street           | 3 dicembre 1965   |                 |                 |
| 13 | No Justice for the Judge            | 10 dicembre 1965  |                 |                 |
| 14 | Leave It to Me                      | 17 dicembre 1965  |                 |                 |
| 15 | Alarms and Excursions               | 7 gennaio 1966    |                 |                 |
| 16 | Ten Foot Six Inch Pole              | 14 gennaio 1966   |                 |                 |
| 17 | A Horse Called Destiny              | 21 gennaio 1966   |                 |                 |
| 18 | The Blue Steele Suite               | 28 gennaio 1966   |                 |                 |
| 19 | The Partridge Papers                | 4 febbraio 1966   |                 |                 |
| 20 | The Greatest Game (1)               | 4 marzo 1966      |                 |                 |
| 21 | The Greatest Game (2)               | 11 marzo 1966     |                 |                 |
| 22 | The Only Game in Town               | 18 marzo 1966     |                 |                 |

## Over Defence Is Out
- Prima televisiva: 18 settembre 1965
- Diretto da: Stuart Rosenberg
- Scritto da: Richard Alan Simmons

### Trama
- Guest star:

## Bargain Day on the Street of Regret
- Prima televisiva: 25 settembre 1965
- Diretto da: Bernard L. Kowalski
- Scritto da: Irving Gaynor Neiman

### Trama
- Guest star: